# Anna Haag
Anna Haag (n. 1 iunie 1986, Köping, Comitatul Västmanland, Suedia) este o schioară de fond suedeză, medaliată olimpică. A participat la 2 ediții ale Jocurilor Olimpice (2010, 2014) în care a câștigat o medalie de aur și două medalii de argint.